# Nicolaes Visscher
Nicolaes Visscher I (Ámsterdam, 25 de enero de 1618-ibídem, enterrado el 11 de septiembre de 1679) fue un grabador, cartógrafo y editor neerlandés.
Era hijo de Claes Janszoon Visscher. Su hijo, Nicolaes Visscher II (1649-1702), también trabajó con él y continuó la tradición de la elaboración de mapas de la familia después de su muerte. Visscher murió en Ámsterdam en 1679 y fue enterrado en el Kapel Nieuwezijds el 11 de septiembre de ese año, aunque se mantiene por algunas fuentes que el año de su muerte fue 1709.

## Obras
Su mapa grabado de los dos hemisferios, Orbis Terrarum Nova et Accuratissima Tabula, fue creado en 1658 en Ámsterdam. También contiene proyecciones polares norte y sur más pequeños. La frontera está decorado con escenas mitológicas, uno en cada esquina, dibujadas por el pintor Nicolaes Berchem, mostrando Zeus, Neptuno, Perséfone y Deméter. Es un ejemplo temprano de mapas del mundo neerlandeses muy decorados; destacándose la división de América/las Américas en América Meridionalis (América del Sur) y América Septentrionalis (América del Norte) como continentes distintos.

## Galería

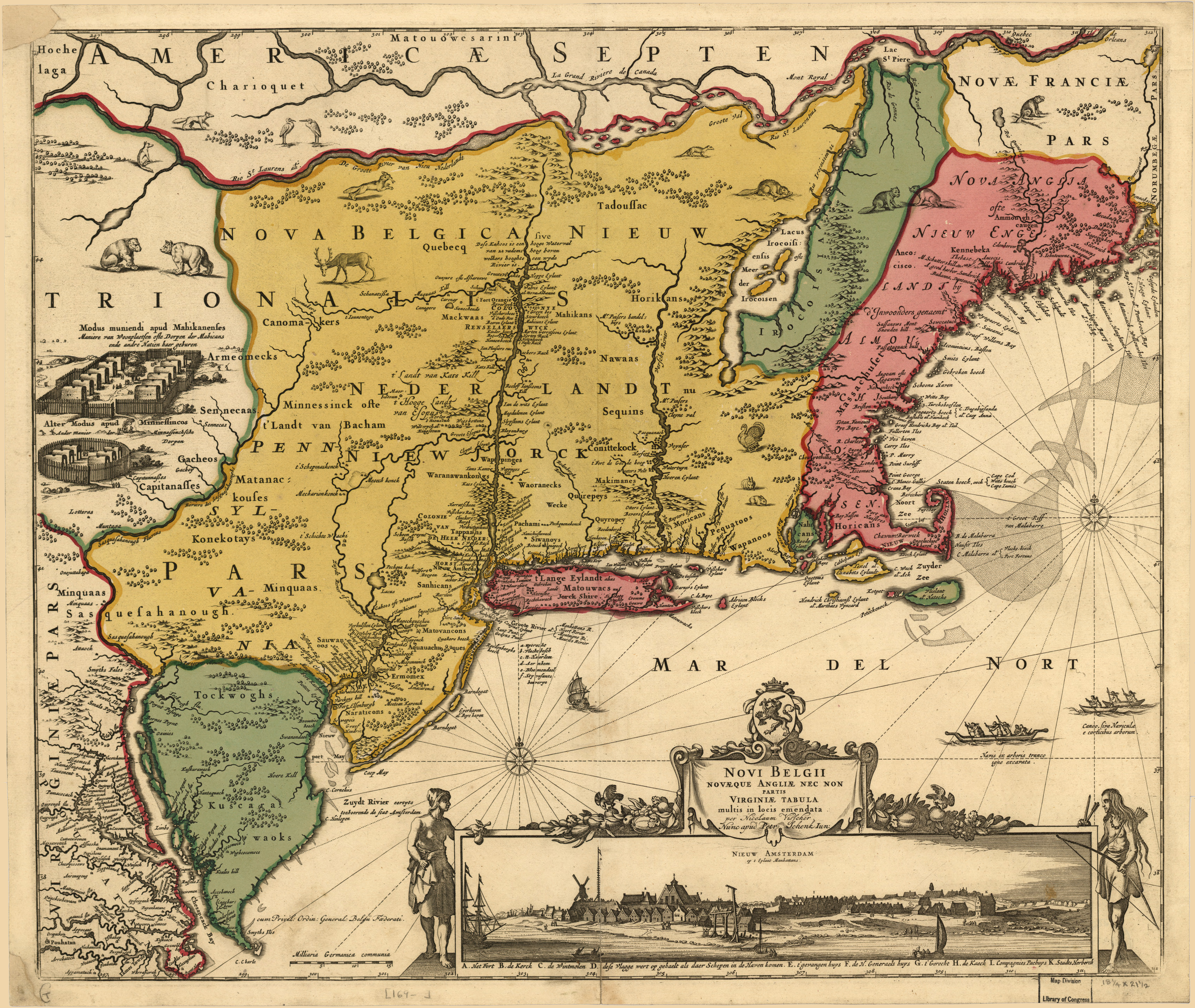
Novi Belgii Novæque Angliæ nec non partis Virginiæ tabula (1656)
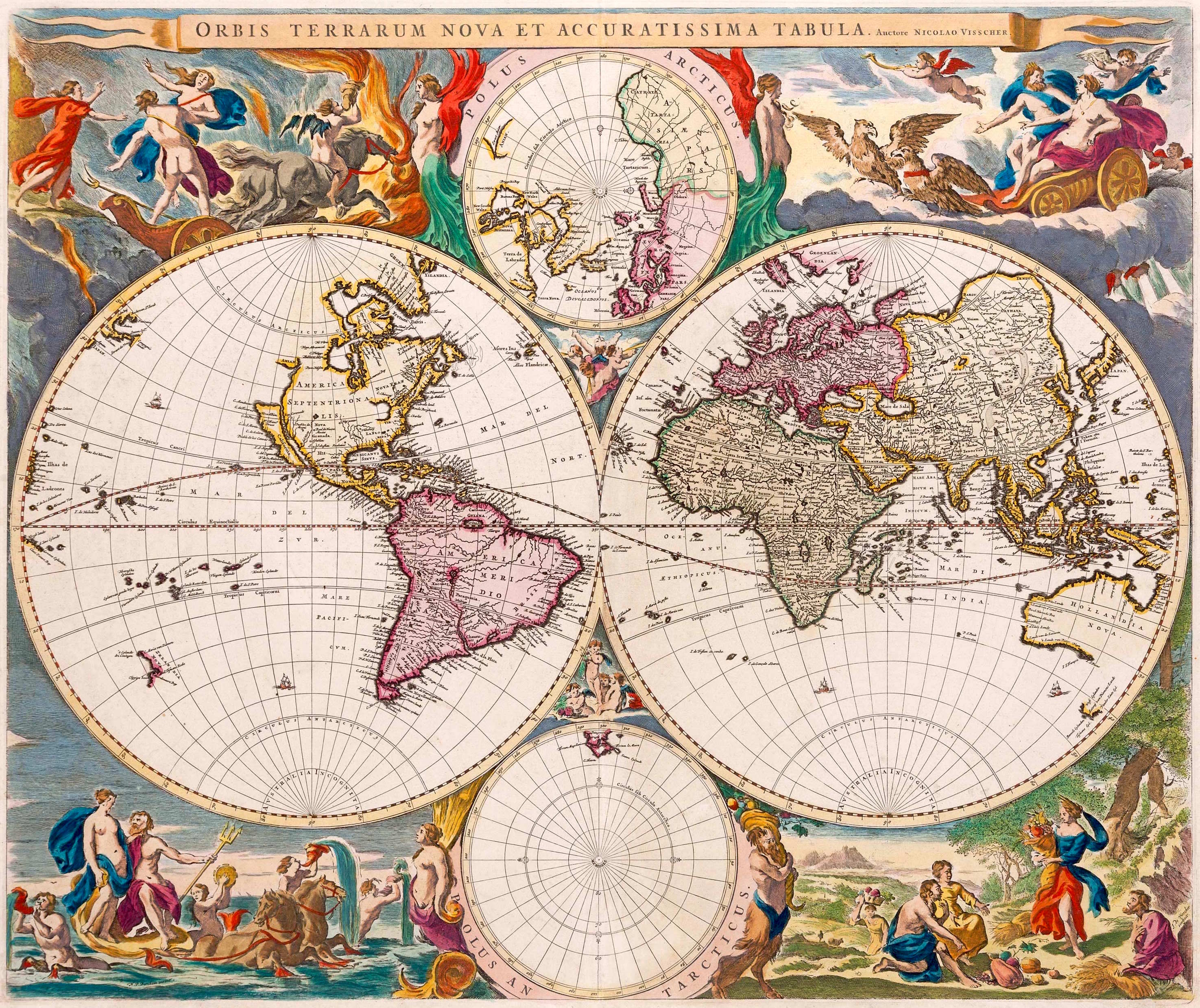
Orbis Terrarum Nova et Accuratissima Tabula (1658)
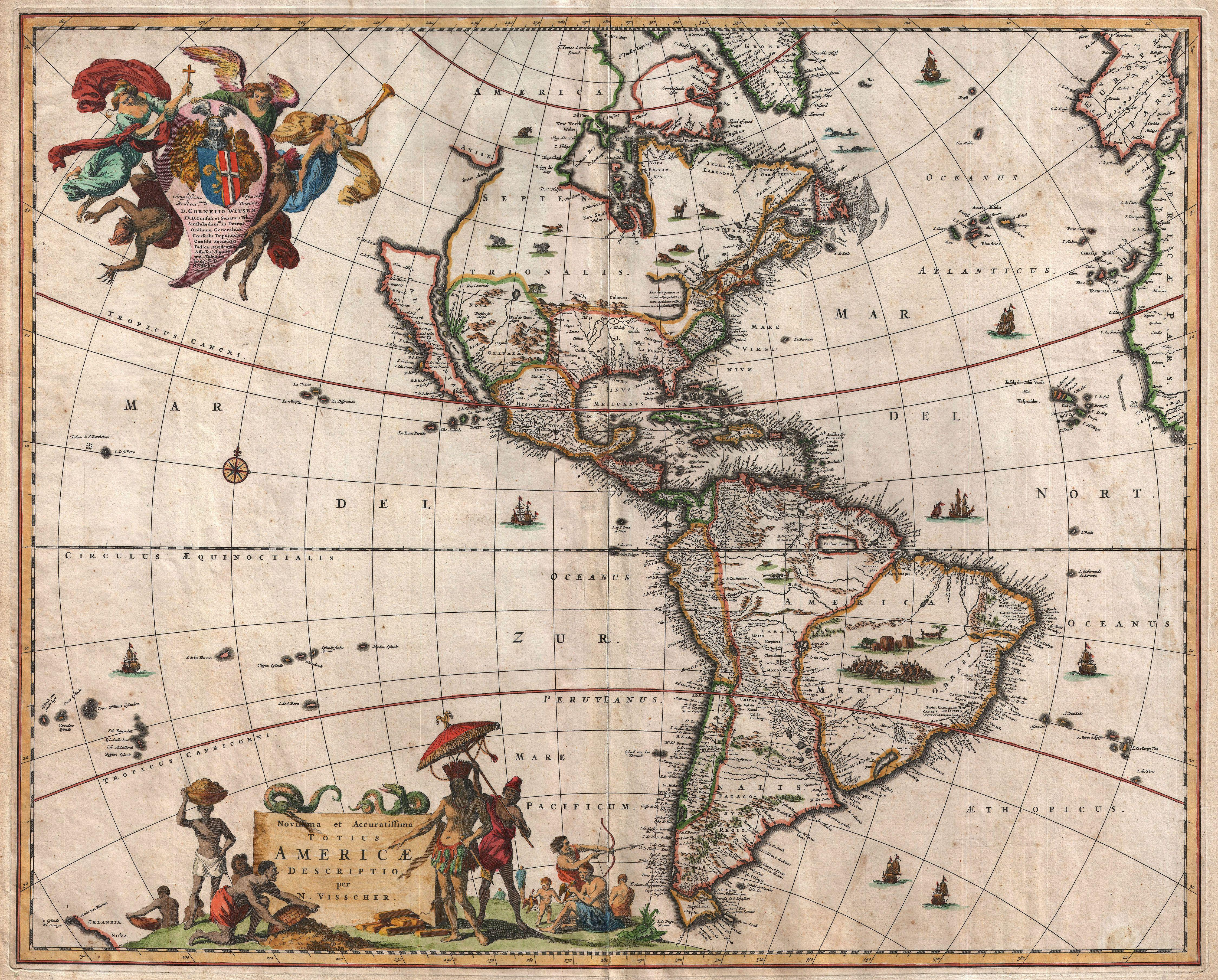
Novissima et Accuratissima Totius Americae Descriptio (1658)
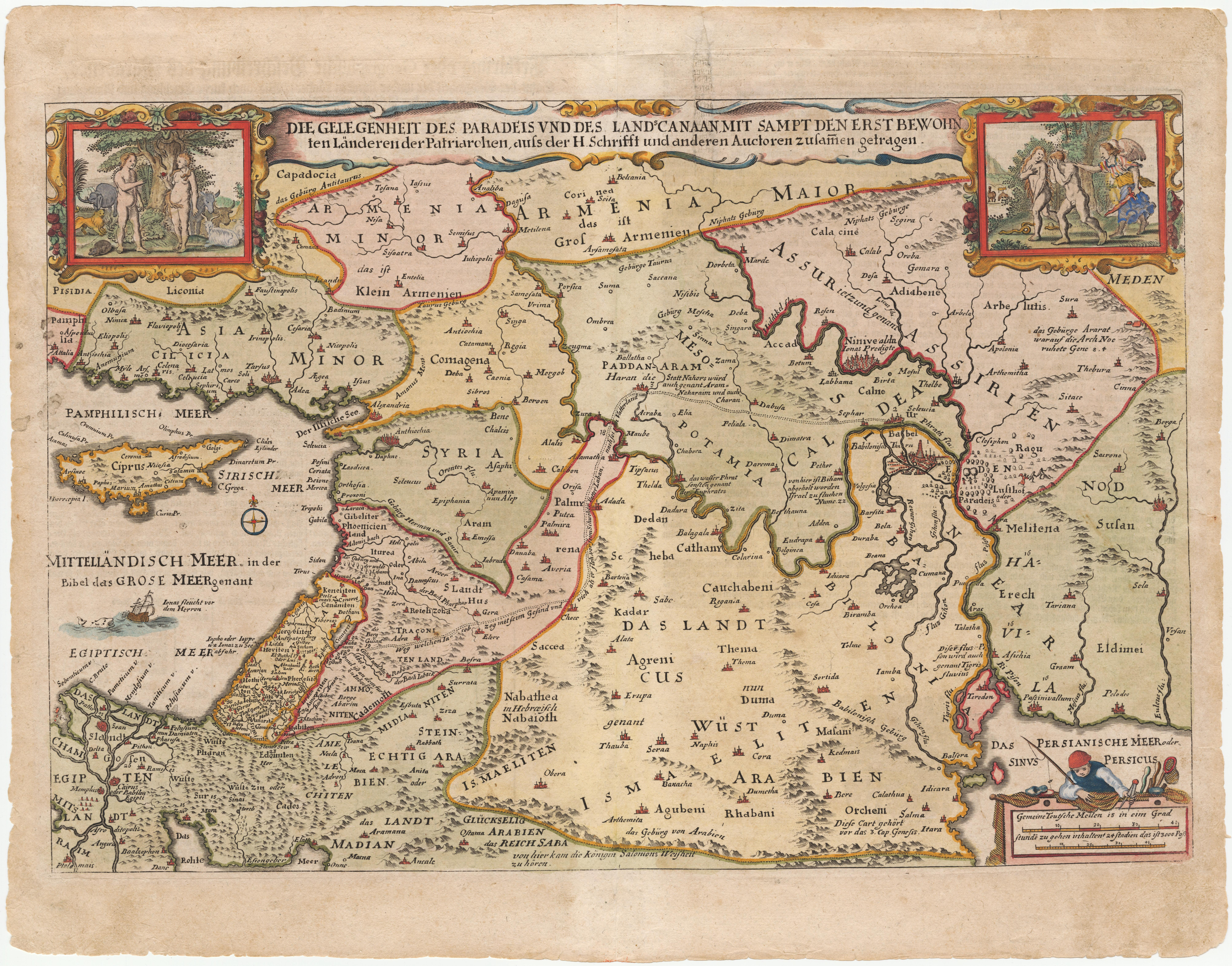
Die Gelegenheit Des Paradeis Und Des Lands Canaan Mit Sampt Den Erst Bewohnten Landeren Der Partriarchen Auss Der H. Schrifft Und Anderen Auctoren Zusamen Getragen (1665)